# Elsa Meza
Elsa Irma Meza Montalvo (* 1964) es una bióloga, botánica, curadora y catedrática peruana. Realizó estudios en Ciencias Biológicas en la Universidad Nacional Mayor de San Marcos y desarrolla actividades académicas en la Universidad Peruana Los Andes, Huancayo.
- La abreviatura «E.Meza» se emplea para indicar a Elsa Meza como autoridad en la descripción y clasificación científica de los vegetales.[3]